# Bévenais
Bévenais település Franciaországban, Isère megyében. Lakosainak száma 1042 fő (2022. január 1.). Bévenais Sillans, La Frette, Le Grand-Lemps és Longechenal községekkel határos.

## Népesség
A település népességének változása:
| Lakosok száma | 456  | 598  | 628  | 813  | 974  | 987  | 1008 | 1023 | 1031 | 1042 |
|               | 1968 | 1982 | 1990 | 2006 | 2013 | 2015 | 2017 | 2019 | 2020 | 2022 |